# Зиммер, Констанс
Констанс Зиммер (англ. Constance Zimmer; род. 11 октября 1970, Сиэтл, Вашингтон, США) — американская актриса, известная своими телевизионными ролями женщин у власти. Зиммер наиболее известна благодаря роли Даны Гордон, президента Warner Bros., в комедийном сериале HBO «Красавцы». Также она провела один сезон играя адвоката Клэр Симмс в сериале ABC «Юристы Бостона», а в 2013-14 годах снималась в роли журналиста The Washington Post Джанин Скорски в сериале Netflix «Карточный домик».
В 2015 году Зиммер начала исполнять главную роль Куинн Кинг, исполнительного продюсера грязного реалити-шоу, в сериале Lifetime «Нереально», которая принесла ей премию «Выбор телевизионных критиков» и номинацию на «Эмми».

## Карьера
Зиммер начала свою карьеру в театре и выиграла премию «Драма Лонг» за исполнение главной роли в пьесе «Католическая школьница». В девяностых она начала свою телевизионную карьеру с эпизодических ролей в таких сериалах как «Сайнфелд», «Беверли-Хиллз, 90210» и «Секретные материалы», а в 2002—2004 годах сыграла одну из главных ролей в комедийном сериале «Доброе утро, Майами».
Зиммер, в основном, известна по ролям в телесериалах «Юристы Бостона» (2006—2007) и «Красавцы» (2005—2011). В 2011 году она сыграла одну из главных ролей в недолго просуществовавшем ситкоме «Укусы любви», а в 2006 году снялась в сериале «Правосудие», который также был закрыт после одного короткого сезона. Также у Зиммер были второстепенные роли в сериалах «Новая Жанна Д’Арк», «Новые приключения старой Кристин» и «Анатомия страсти». Зиммер сыграла одну из центральных ролей в сериале «Карточный домик», который был выпущен в 2013 году, а после присоединилась ко второму сезону сериала «Новости».
В 2015 году, Зиммер взяла на себя ведущую роль в сериале Lifetime «Нереально», играя исполнительного продюсера реалити-шоу типа «Холостяк». Сериал, который стал первым проектом Зиммер как ведущей актрисы, был встречен с похвалой от критиков за новаторский подход к разоблачению реалити-шоу. Также в 2015 году Зиммер появилась в фильмах «Результаты» и «Оседлать волну», играя противоположных своим предыдущим ролям персонажей, а также повторила роль Даны Гордон в полнометражном фильме «Антураж». Осенью 2015 года она также взяла на себя роль в третьем сезоне сериала «Агенты «Щ.И.Т.»».

## Личная жизнь
Зиммер родилась и выросла в Сиэтле, штат Вашингтон, и окончила Американскую академию драматического искусства в Пасадине, Калифорния. 5 января 2008 года она родила дочь Колетт Зои Ламуро от Раса Ламуро.

## Фильмография

### Фильмы
| Год  | Название на русском    | Название на английском | Роль                               | Примечания             |
| ---- | ---------------------- | ---------------------- | ---------------------------------- | ---------------------- |
| 1997 | —                      | Fyre Ants Rock         | Дарла                              | Короткометражный фильм |
| 1998 | Без чувств             | Senseless              | Девушка                            |                        |
| 1999 | Сентиментальные убийцы | Warm Blooded Killers   | Вики Портенза                      |                        |
| 2000 | Прощай, любовь моя     | Farewell, My Love      | Кайл                               |                        |
| 2000 | Спин цикл              | Spin Cycle             | Эхо                                |                        |
| 2002 | Когда смолкли выстрелы | Home Room              | Помощник Келли                     |                        |
| 2005 | Просто молитесь        | Just Pray              | Корли Джеймс                       | Короткометражный фильм |
| 2006 | Поврежденные товары    | Damaged Goods          | Энджел                             | Короткометражный фильм |
| 2007 | Кувалда                | The Hammer             | Николь                             |                        |
| 2008 | Теория хаоса           | Chaos Theory           | Пег                                |                        |
| 2008 | Американский Восток    | AmericanEast           | Директор американской безопасности |                        |
| 2009 | Ружье                  | Shotgun                |                                    | Короткометражный фильм |
| 2011 | Понижен                | Demoted                | Элизабет Холланд                   |                        |
| 2012 | Детородные             | The Babymakers         | Мона                               |                        |
| 2012 | Питер на конце         | Peter at the End       | Тетя Эмили                         | Короткометражный фильм |
| 2014 | Святой Себастьян       | St. Sebastian          | Медсестра                          |                        |
| 2015 | Результаты             | Results                | Мэнди                              |                        |
| 2015 | Антураж                | Entourage              | Дана Гордон                        |                        |
| 2015 | Оседлать волну         | Run the Tide           | Лола Хэйтауэр                      |                        |

### Телевидение
| Год       | Русское название | Оригинальное название | Роль           | Примечания |
| --------- | ---------------- | --------------------- | -------------- | ---------- |
| 2019—2020 | Бесстыжие        | Shameless             | Клаудия Николо | 5 эпизодов |